# Demetrias (stad)

Demetrias (Grieks: Δημητριάδα, Oudgrieks: Δημητριάς) was een oud-Griekse havenstad. 
Zij werd in 293 v.Chr. gesticht door Demetrius Poliorcetes, op de plaats van het oudere Pagasae. De geschiedenis van Demetrias valt dan ook gedeeltelijk samen met die van Pagasae.